# Albunea paretii
Albunea paretii is een tienpotigensoort uit de familie van de Albuneidae. De wetenschappelijke naam van de soort is voor het eerst geldig gepubliceerd in 1853 door Guérin-Méneville.